# Верхняя Уря
Верхняя Уря— село в Ирбейском районе Красноярского края, административный центр Верхнеуринского сельсовета.

## География
Находится в примерно в 22 километрах по прямой на запад от районного центра села Ирбейское.

## Климат
Климат резко континентальный, с продолжительной морозной зимой и коротким тёплым летом. Средняя температура воздуха самого тёплого месяца (июля) составляет 18,3°C (абсолютный максимум — 38°C); самого холодного (января) — −21,1°C (абсолютный минимум — −60°C). Продолжительность безморозного периода составляет в среднем 90 дней. Среднегодовое количество атмосферных осадков составляет 484 мм, из которых 367 мм выпадает в период с апреля по октябрь. Снежный покров держится в течение 170 дней.

## История
Основано в 1883 году крестьянами д. Ивановской Ирбейской волости. Первоначальное название села - Уринский ручей. В 1926 году учтено 2000 жителей.  В конце 19 - нач. 20 века прибыла волна переселенцев из Малороссии. В 1902 году построена была Михайловская церковь. В советское время работали колхозы «Украинец» и совхозы «Ярульский» и «Верхнеуринский».

## Население
Постоянное население  в  2002 году составило 726 человек (94% русских) ,  в 2010 году 586 человек.